# Sigurd Köhler

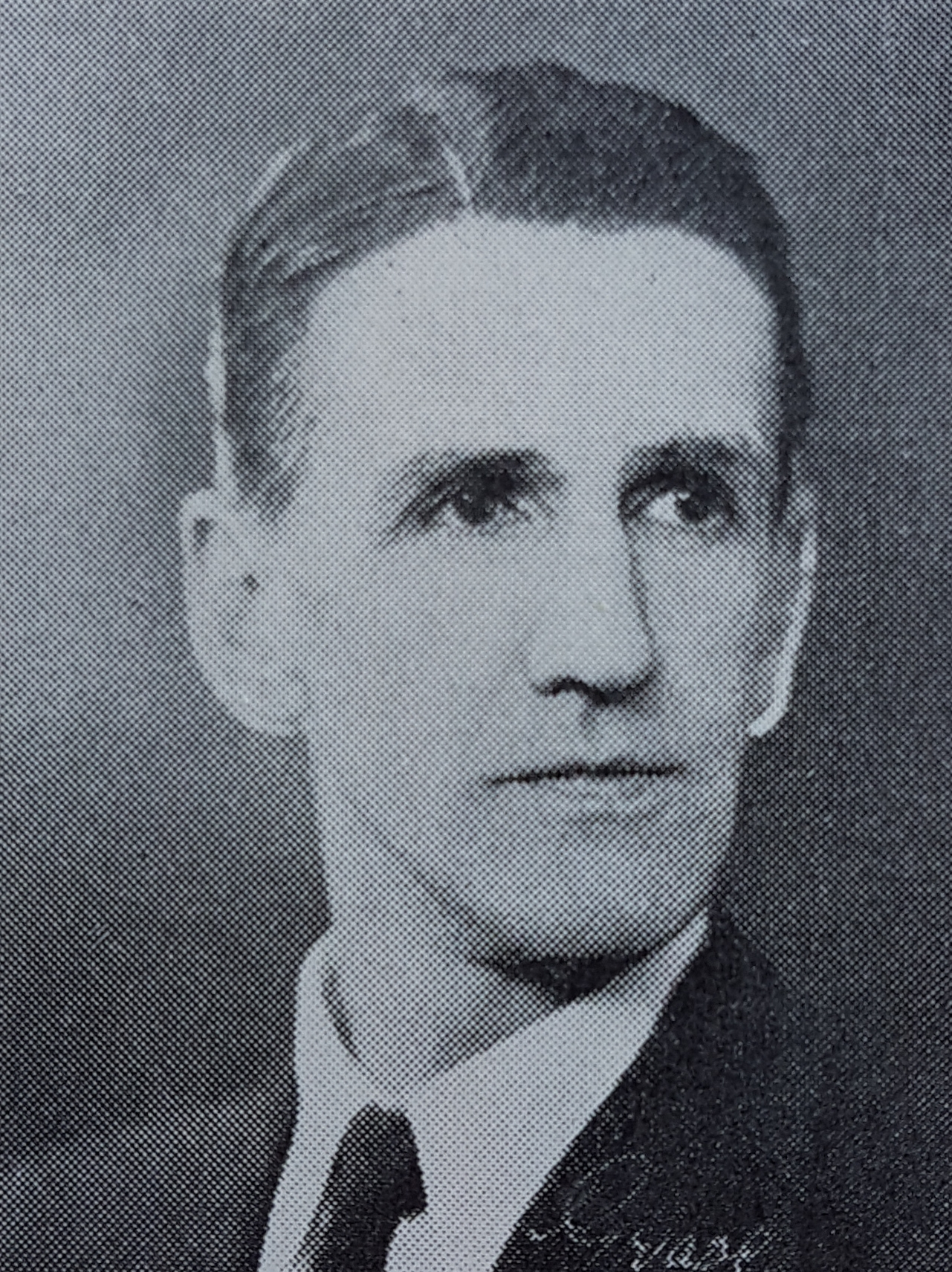
Sigurd Köhler

Sigurd Köhler, född 23 januari 1890 i Tranemo, död 18 november 1980 i Kungsholms församling i Stockholm, var en svensk kemist och avdelningsingenjör vid Statens provningsanstalt.
Han var son till folkskolläraren Anders Leonard Köhler och Agnes Fredrika Molander samt från 1922 gift med möbelarkitekten  Margareta Blomberg (1901–1974) och bror till meteorologiprofessorn Hilding Köhler. Efter avlagd examen vid Tekniska elementarskolan i Borås 1909 anställdes han vid Statens kemiska station i Skara efter en kort tid flyttade han över till Kemiska kontrollanstalten i Borås där han var verksam 1909-1915. Han var lärare i kemi vid Tekniska elementarskolan i Borås 1912-1915. Han var assistent vid Tekniska Högskolans Materialprovningsanstalt 1915-1916, kemist vid Reymersholmsinstitutet i Stockholm 1916-1918, chefskemist vid Torp Brug i Fredrikstad 1918-1920 och från 1920 chef och förste avdelningsingenjör vid Statens Provningsanstalt. Han utsågs av Kungl. Maj:t att resa till Tromsø som sakkunnig för att ta hand om och ansvara för konserveringen av de efterlämnade föremålen från Andrées polarexpedition som återfanns på Vitön. Som fackboksförfattare utgav han ett 20-tal vetenskapliga böcker dessutom medverkade han med artiklar i in- och utländska facktidskrifter.